# Korbinian Sertl
Korbinian Sertl (* 5. Februar 1993 in Peißenberg) ist ein deutscher Eishockeytorwart, der in der Saison 2019/20 in Peißenberg unter Vertrag steht.

## Karriere
Korbinian Sertl begann seine Karriere als Eishockeyspieler in der Nachwuchsabteilung des Iserlohner EC, für dessen Juniorenmannschaft er in der Saison 2007/08 in der Schüler-Bundesliga aktiv war. Anschließend spielte der Torwart ein Jahr lang für die Hannover Indians in der Jugend-Bundesliga, ehe er jeweils ein Jahr lang für seinen Ex-Klub Iserlohner EC, den SC Riessersee und den EV Füssen in der Deutschen Nachwuchsliga zwischen den Pfosten stand.
Zur Saison 2012/13 kehrte Sertl zum SC Riessersee zurück, für dessen Profimannschaft er am 23. September 2012 bei der 2:9-Niederlage gegen den REV Bremerhaven sein Debüt in der 2. Eishockey-Bundesliga gab.
In der Saison 2014/15 spielte er mit einer Förderlizenz beim Oberligisten ERC Sonthofen zwei Spiele, als dort Stammtorhüterin Jennifer Harß durch Länderspiele verhindert war, sowie mehrere Spiele als Backup in der DEL beim EHC Red Bull München. Zur Saison 2015/2016 wechselte er aufgrund der besseren Spielmöglichkeiten fest zum ERC Sonthofen und wechselte sich dort mit Jennifer Harß im Tor der Sonthofener ab. Nach einer durchwachsenen Saison in Sonthofen schloss er sich zur Saison 2016/17 dem EV Lindau an.

## Karrierestatistik
(Legende zur Torhüterstatistik: GP oder Sp = Spiele insgesamt; W oder S = Siege; L oder N = Niederlagen; T oder U oder OT = Unentschieden oder Overtime- bzw. Shootout-Niederlage; Min. = Minuten; SOG oder SaT = Schüsse aufs Tor; GA oder GT = Gegentore; SO = Shutouts; GAA oder GTS = Gegentorschnitt; Sv% oder SVS% = Fangquote; EN = Empty Net Goal; 1 Play-downs/Relegation; Kursiv: Statistik nicht vollständig)